# Pararge alticola
Pararge alticola är en fjärilsart som beskrevs av Le Cerf 1913. Pararge alticola ingår i släktet Pararge och familjen praktfjärilar. Inga underarter finns listade i Catalogue of Life.